# Bagatell
A bagatell (a francia bagatelle, magyarul csekélység szóból) rövid zeneműre használatos elnevezés. 
Ez  a kifejezés először 1717-ben François Couperin, barokk zeneszerző csembalózenéjében fordult elő címként (Les bagatelles). A továbbiakban bővül a bagatell  jelentésköre, belefér nemcsak zongoradarab, hanem egyéb műfajú és más hangszerre írott mű is. A 18. század vége felé megint csak ciklikusan összetartozó kis zongoradarabokat értenek alatta. 
Legigényesebb művelője, Ludwig van Beethoven nevezte el így több jelentős zongoraciklusát (op. 33, 119, 126 sorozatok), műfajként ezt a kifejezést ő használta először. Ezek a Beethoven-művek a 19. század romantikus zenéje jellegzetes műfajának, a karakterdarabnak az első példái közé tartoznak. Beethoven egyik leghíresebb bagatellje a Für Elise (WoO. 59.).
Jelentős még Bartók Béla 14 bagatellje is (1908).

## További információ
- Ludwig van Beethoven: Hat bagatell, Op. 126. - Bartók Rádió[halott link]

## Kapcsolódó szócikk
- Hangnem nélküli bagatell